# Star Bonifacio Echeverria
Star Bonifacio Echeverria SA (STAR) – hiszpańska firma produkująca głównie broń strzelecką.
Opracowane przez firmę pistolety do I wojny światowej wzorowane były na pistolecie Mannlicher wz. 1905, a późniejsze konstrukcje na pistolecie Colt Model 1911. Produkowane były w wielu odmianach i dostosowane do różnych nabojów. Do bardziej znanych pistoletów firmy należą: Pistolet Star Model B, Pistolet Star Model 28 DA, Pistolet Star Model DKL, Pistolet Star Model BM i BKM, Pistolet Star Model PD, Pistolet Star 30M, Pistolet Star Model 30 PK i Pistolet Star Starlet. Firma produkowała również pistolety maszynowe: RU–35, Star Model Z–45, Star Model Z–62, Star Model Z–70/B i Star Model Z–84.